# St. Leo, Florida
St. Leo är en kommun (town) i Pasco County i Florida. Vid 2020 års folkräkning hade St. Leo 2 362 invånare.